# Nigel Butterley
Nigel Henry Cockburn Butterley (født 13. maj 1935 i Sydney, Australien, død 19. februar 2022) var en australsk komponist, pianist og lærer.
Butterley studerede klaver og komposition på musikkonservatoriet i Sydney og senere privat i London. Han skrev en symfoni, orkesterværker, opera, korværker, koncerter, klaverstykker etc.
Butterley underviste på musikkonservatoriet i Sydney og var en af nyere tids mest betydelige komponister i Australien.[kilde mangler]

## Udvalgte værker
- Symfoni nr. 1 - (1980) - for orkester
- Udforskninger - for klaver og orkestrer - (1979)
- Violinkoncert - (1970-1975) - for violin og orkester
- Lawrence Hargrave flyver alene (1988-1989) - opera